# Église Notre-Dame de Courdemanche
L'église Notre-Dame de Courdemanche est une église située à Courdemanche, dans le département français de la Sarthe.

## Historique
L'église de Courdemanche fut construite au XIe siècle puis fortement remaniée aux XVIe et XVIIIe siècles. L'édifice est inscrit à l'inventaire supplémentaire des monuments historiques depuis le 4 février 2002.

## Description
Dans l'église, d'origine romane, se trouve un exceptionnel vitrail représentant un Christ en croix sur fond de paysage toscan (à côté est inscrite l'épitaphe de Jean de La Mothe). Lors de son agrandissement au XVIe siècle est creusée une crypte dédiée à Notre-Dame de la Consolation, où un tableau dévoile une curieuse Cène sur bois de l'école allemande. Le vitrail et le tableau sont classés à titre d'objets aux Monuments historiques. La toiture de l'église est dans un état d'entretien préoccupant, bien que l'édifice fasse l'objet d'une inscription au titre des Monuments historiques depuis le 4 février 2002.